# Dryopteris crispifolia
Dryopteris crispifolia är en träjonväxtart som beskrevs av Rasbach, Reichst. och Vida. Dryopteris crispifolia ingår i släktet Dryopteris och familjen Dryopteridaceae. Inga underarter finns listade.